# Edward Gnat
Edward Gnat (ur. 1 marca 1940 w Maurzycach, zm. 6 stycznia 2021 w Łodzi) – polski polityk, rolnik, samorządowiec, poseł na Sejm PRL IX kadencji oraz na Sejm RP II kadencji.

## Życiorys
Ukończył w 1961 technikum ochrony roślin. Zaangażował się w działalność powiatowych struktur kółek rolniczych. Powoływany w skład Rady Ubezpieczenia Społecznego Rolników działającej przy Kasie Rolniczego Ubezpieczenia Społecznego.
Był posłem na Sejm PRL IX kadencji (1985–1989) z ramienia Zjednoczonego Stronnictwa Ludowego oraz na Sejm RP II kadencji (1993–1997) z ramienia Polskiego Stronnictwa Ludowego. Mandat wykonywał w okręgu skierniewickim. W 1997 i 2001 bez powodzenia ubiegał się o mandat poselski. W latach 1998–2006 sprawował mandat radnego sejmiku łódzkiego. W 2006 nie został ponownie wybrany. Mandat objął jednak w 2008 w miejsce Tadeusza Gajdy. Wykonywał go do 2010, gdy nie uzyskał reelekcji.
Miał dwoje dzieci. Jego syn został księdzem, córka zajęła się prowadzeniem gospodarstwa rolnego. Zmarł w wyniku choroby COVID-19.

## Odznaczenia
W 2000 odznaczony Krzyżem Oficerskim Orderu Odrodzenia Polski. Wcześniej otrzymał Złoty, Srebrny i Brązowy Krzyż Zasługi.